# Цурновець (Лашко)
Цурновець (словен. Curnovec) — поселення в общині Лашко, Савинський регіон, Словенія. Висота над рівнем моря: 485,4 м. 